# انجمن آموزش مهندسی ایران
انجمن آموزش مهندسی ایران (به انگلیسی: Iranian Society of Engineering Education) (به‌اختصار: ISEE) یک سازمان غیرانتفاعی است که در سال ۱۳۸۶ با همکاری گروه مهندسی فرهنگستان علوم ایران تأسیس شده‌است. هدف اصلی این انجمن، تحقق کیفیت در آموزش مهندسی و ارتقای علمی در ایران است.
این انجمن در حال حاضر با بیش از ۱۵۰۰ عضو از استادان، متخصصان و دانشجویان رشته‌های مهندسی در شاخه‌های مختلفی در تعدادی از دانشگاه‌های ایران فعال است.

## اهداف
انجمن آموزش مهندسی ایران، به منظور گسترش، پیشبرد و ارتقای علمی آموزش مهندسی در ایران و توسعه کیفی نیروهای متخصص و بهبود بخشیدن به امور آموزشی و پژوهشی در زمینه‌های مختلف مهندسی یا رشته‌های مرتبط، تشکیل شده است.

## کنفرانس بین‌المللی آموزش مهندسی ایران
مهم‌ترین اقدام انجمن آموزش مهندسی، برگزاری دو سال یک‌بار کنفرانس بین‌المللی آموزش مهندسی ایران است.
کنفرانس‌های آموزش مهندسی ایران کانونی برای تبادل نظر و تضارب آرا میان اندیشمندان حوزه آموزش مهندسی است. ماموریت محوری این کنفرانس‌ها بررسی چالش‌های آموزش مهندسی در ایران و ارائه راهکارهای بهبود کیفیت آن می‌باشد.

### دوره‌های مختلف کنفرانس
نهمین دوره کنفرانس بین‌المللی آموزش مهندسی ایران نیز قرار است تا در سال ۱۴۰۴، به میزبانی دانشگاه اراک برگزار شود.
«هشتمین کنفرانس بین‌المللی آموزش مهندسی ایران».در تاریخ ۱۵ و ۱۶ آبان ۱۴۰۲ به میزبانی دانشگاه علم و صنعت ایران برگزار شده است. محور این دوره از کنفرانس «آموزش مهندسی: جایگاه، نیازها و اولویت‌ها» بود.
«هفتمین کنفرانس بین‌المللی آموزش مهندسی ایران».در تاریخ ۳ تا ۶ آبان ۱۴۰۰ به میزبانی دانشگاه صنعتی امیرکبیر برگزار شده است. محور این دوره از کنفرانس «آموزش مهندسی: گذشته، حال و آینده» بود.
«ششمین کنفرانس بین‌المللی آموزش مهندسی ایران». در تاریخ ۲۸ تا ۳۰ آبان ۱۳۹۸ به میزبانی دانشگاه فردوسی مشهد برگزار شده است. محور این دوره از کنفرانس « تأکید بر گذر از کمیت به کیفیت» بود.
«پنجمین کنفرانس بین‌المللی آموزش مهندسی ایران». در تاریخ ۳۰ آبان تا ۲ آذر ۱۳۹۶ به میزبانی دانشگاه صنعتی خواجه نصیرالدین طوسی برگزار شده است.
«چهارمین کنفرانس بین‌المللی آموزش مهندسی ایران». در تاریخ ۱۹ الی ۲۱ آبان ۱۳۹۴ به میزبانی دانشگاه شیراز برگزار شده است. محور این دوره از کنفرانس «ضرورت توسعه پایدار،
ماندگاري و اخلاق مهندسی» بود.
«سومین کنفرانس بین‌المللی آموزش مهندسی ایران». در تاریخ ۸ و ۹ آبان ۱۳۹۲ به میزبانی دانشگاه صنعتی شریف برگزار شده است. محور این دوره از کنفرانس «آموزش مهندسی برپایه توسعه پایدار» بود.
«دومین کنفرانس بین‌المللی آموزش مهندسی ایران».در تاریخ ۱۰ و ۱۱ آبان ۱۳۹۰ به میزبانی دانشگاه صنعتی اصفهان برگزار شده است. محور این دوره از کنفرانس «با نگرشی به آینده» بود.
«اولین کنفرانس بین‌المللی آموزش مهندسی ایران». در تاریخ ۲۲ و ۲۳ اردیبهشت ۱۳۸۸ به میزبانی دانشگاه تهران برگزار شده است.

## شاخه‌های انجمن در دانشگاه‌های مختلف
انجمن برای ارتباط بیشتر با دانشگاه‌ها و گسترش فعالیت‌های خود، هم‌چنین بهره‌بردن از ظرفیت‌های اعضای هیئت‌علمی، در دانشگاه‌های مختلفی شاخه‌هایی را تاسیس کرده است.
دانشگاه‌هایی که انجمن آموزش مهندسی شعبه‌ای در آن‌ها دارد، عبارتند از:
- دانشگاه صنعتی شریف
- دانشگاه صنعتی خواجه نصیرالدین طوسی
- دانشگاه شیراز
- دانشگاه صنعتی امیرکبیر[۱۰][۱۱]
- دانشگاه علم و صنعت ایران[۱۲]

- دانشگاه تهران[۱۳]
- دانشگاه صنعتی اصفهان[۱۴]
- دانشگاه فردوسی مشهد[۱۵]
- دانشگاه تربیت مدرس
- دانشگاه شهید بهشتی
- دانشگاه شهید چمران اهواز[۱۶]
- دانشگاه بوعلی سینا همدان
- دانشگاه فنی و حرفه ای[۱۷]
- دانشگاه صنعتی نوشیروانی بابل[۱۸][۱۹]
- دانشگاه اراک

در همین راستا و با کمک اعضای شاخه‌ها، انجمن فعالیت‌هایی از جمله برگزاری کارگاه‌های دستیاران آموزشی و برگزاری وبینارهای با موضوع آموزش مهندسی را انجام داده است.